# Mistrz Egerton
Mistrz Egerton (Mistrz Egerton 1070) – anonimowy artysta pochodzący z Flandrii, czynny w Paryżu w dwóch pierwszych dekadach XV wieku.
Miano artysty pochodzi od ilustracji wykonanych po 1410 roku w Godzinkach znajdujących się w Bibliotece Brytyjskiej znanych jako Egerton 1070. Nazwa manuskryptu pochodzi od jego właściciela – angielskiego szlachcica Franciszka Henryka Egerton, hrabiego Bridgewater. Pierwotnym właścicielem księgi był prawdopodobnie René I Andegaweński, książę Lotaryngii i tytularny król Jerozolimy. Praca zawiera dodatkowe cztery miniatury Barthélemy’ego d’Eycka, który od 1447 roku był malarzem i skarbnikiem księcia.  
Mistrza Egertona na podstawie jego stylu, uznaje się za ucznia lub bliskiego współpracownika Mistrza Mazarine. Wraz z nim pracował przy filadelfijskich godzinkach i Dzienniku z podróży Marco Polo. Miał duży wkład w ilustrowaniu Wielkich kronik Francji oraz innych rękopisów i prac religijnych. Współpracował również z Christine de Pisan przy dekorowaniu wielu jego rękopisów.

## Przypisywane iluminacje

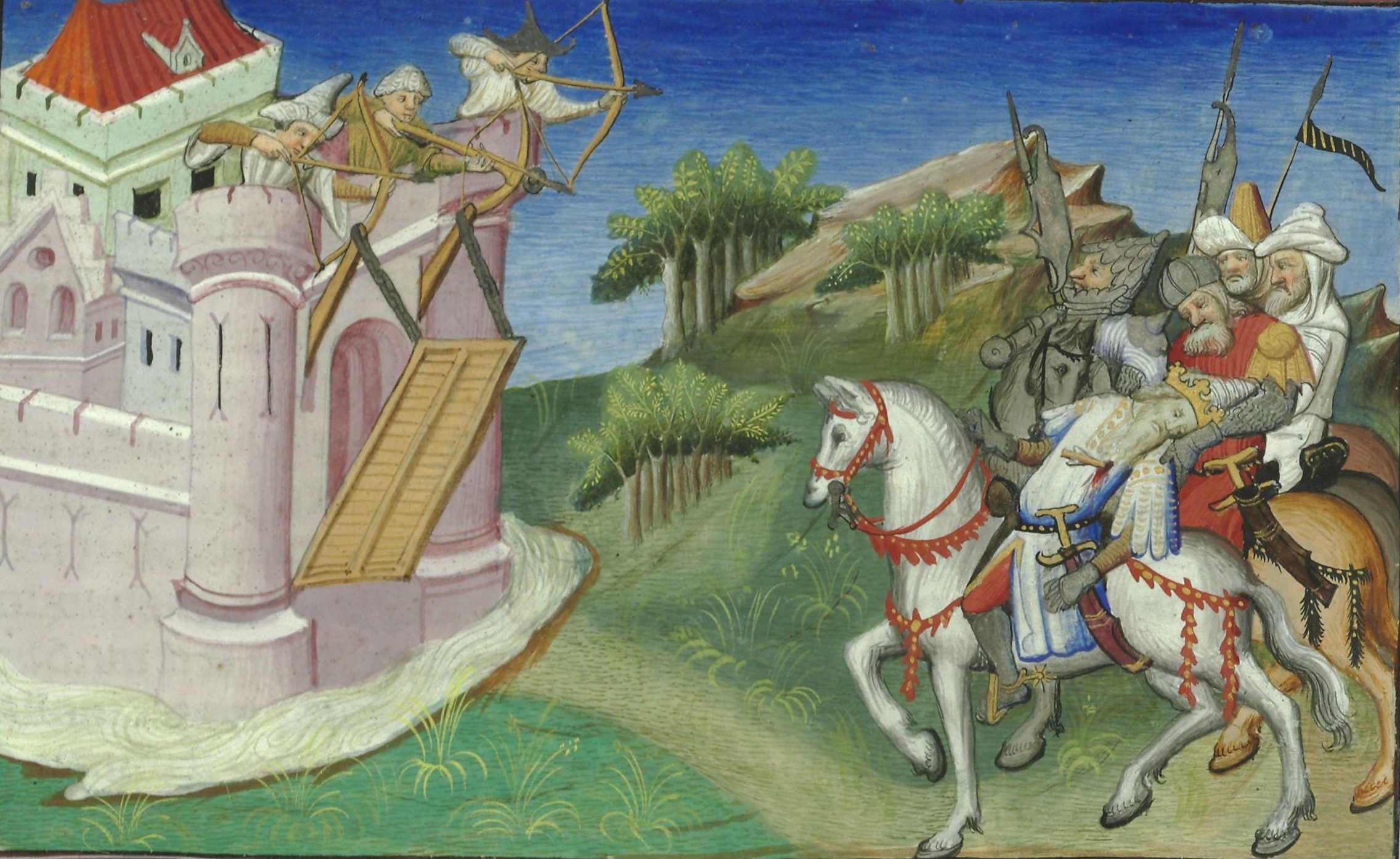
Iluminacja z Dziennika z podróży Marco Polo